# Cantos de la Visera
Los Cantos de la Visera son dos abrigos con pinturas rupestres ubicados en el nordeste de la comunidad de Murcia. Descubiertos en 1912, ambos abrigos, separados por una quincena de metros, se encuentran en unos peñascos caídos del farallón oriental del monte Arabí a unos 800 m de las pinturas del abrigo del Mediodía.
Las pinturas son de estilo naturalista del arte levantino, 7.000 años antes del presente. El sitio es Patrimonio de la Humanidad desde el año 1998 bajo la denominación Arte rupestre del arco mediterráneo de la península ibérica.
El abrigo de Cantos de la Visera I representa 40 figuras de fauna: ciervos, équidos, cápridos y bóvidos. El color empleado con más frecuencia es el tono rojizo.
El abrigo de Cantos de la Visera II muestra una sesentena de figuras entre las que predominan el ser humano así que bóvidos y ciervos. Además, en el centro del panel aparecen figuras del más reciente estilo esquemático parcialmente superposicionando algunas figuras del estilo anterior; entre otras una grulla en danza, ciervos, antropomorfos así que líneas serpentiformes y puntiformes en forma de red. El color utilizado es el tono rojizo.

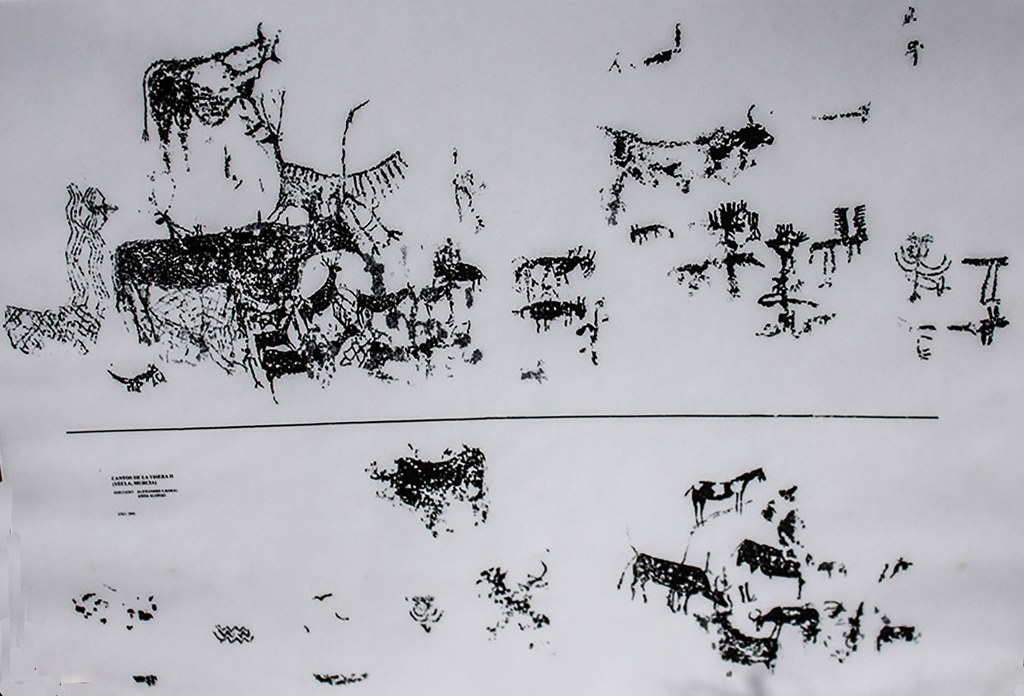
Calco de Cantos de Visera II de Juan Cabré. Arriba: parte izquierda, abajo: parte derecha del panel
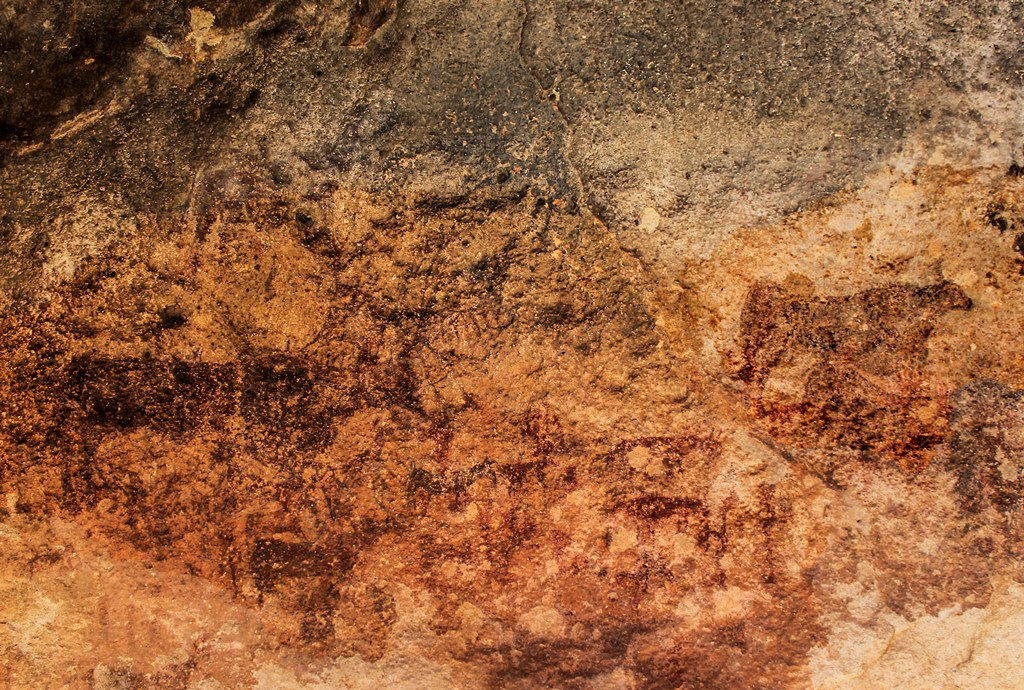
Motivos de Cantos de Visera II